# Radioembolizzazione intrarteriosa delle neoplasie primitive e delle metastasi epatiche
La radioembolizzazione intrarteriosa delle neoplasie primitive e delle metastasi epatiche, abbreviata spesso in TARE (TransArterial RadioEmbolization in inglese), a volte chiamata anche SIRT (Selective Internal Radiation Therapy: radioterapia interna selettiva), è una tecnica di medicina nucleare utilizzata per il trattamento delle neoplasie primitive epatiche (epatocarcinoma o colangiocarcinoma intraepatico) e delle metastasi epatiche (spesso date dal carcinoma del colon-retto ma anche mammella, NET, melanoma uveale e sarcomi dei tessuti molli) non trattabili chirurgicamente con intento radicale o anche con intento neoadiuvante o adiuvante alla resezione chirurgica ed al trapianto di fegato. Tale tecnica si affianca ad altre metodiche palliative costituite dalla chemioembolizzazione (TACE), dalla radioterapia, dalla termoablazione con radiofrequenze e dalla terapia target con inibitori delle tirosina chinasi (sorafenib) con cui può essere associata.
Le lesioni neoplastiche primitive e secondarie del fegato sono spesso caratterizzata da un'incrementata vascolarizzazione arteriosa data da rami dell'arteria epatica, molto maggiore rispetto a quella del parenchima circostante che è invece vascolarizzato principalmente dalla vena porta. Sfruttando questo principio è possibile iniettare all'interno del vaso afferente alla lesione da trattare delle sostanze che possono bloccare il flusso di sangue (embolizzazione) in maniera selettiva a livello del distretto da trattare (nella chemioembolizzazione le sostanze utilizzate sono anche dei chemioterapici). A questo principio, che è la base della chemioembolizzazione, metodica effettuata dal radiologo interventista, è possibile associare anche l'emissione di radiazioni ionizzanti a breve raggio d'azione (particelle beta meno) utilizzando nel trattamento delle microsfere di vetro (nome commerciale: TheraSphere) o resina (nome commerciale: Sir-Spheres) al cui interno è stato aggiunto dell'ittrio-90 (90Y) oppure delle microsfere di acido polilattico contenenti 166Olmio. Queste sfere, una volta in sede, cederanno al tessuto da trattare un'alta dose di radiazioni, portandolo alla necrosi (terapia radiometabolica). In passato, al posto delle sfere, si usava con lo stesso principio lo 131I-Lipiodol (una sostanza utilizzata per la chemioembolizzazione marcata con l'isotopo 131 dello iodio, beta emittente). Questo approccio dovrebbe garantire una maggiore efficacia terapeutica rispetto alla chemioembolizzazione e ridurne gli effetti collaterali.

## Differenze fra i due tipi di microsfere
Le microsfere in resina sono costituite da un polimero acrilico, hanno un diametro che varia dai 20 ai 60 micron e l'ittrio-90 è legato a questa sostanza tramite dei gruppi carbossilici. Le microsfere in vetro presentano un diametro minore (20-30 micron), l'ittrio al loro interno è stato fuso col vetro durante la loro sintesi e successivamente attivato in un reattore nucleare, ed il flacone con cui sono fornite non è frazionabile prima della somministrazione. Le microsfere in vetro presentano inoltre una radioattività maggiore per singola unità rispetto a quelle di resina, quindi danno una minor embolizzazione, ma anche forse una distribuzione meno uniforme e più influenzata dalla forza di gravità.

## Meccanismo d'azione
Una lesione di epatocarcinoma grande almeno 2 centimetri di solito è vascolarizzata per almeno l'80% del flusso ematico dall'arteria epatica (il fegato normale riceve l'80% del suo afflusso di sangue dalla vena porta). La vascolarizzazione delle metastasi è invece molto variabile, anche in funzione dell'istotipo d'origine. Appaiono meno vascolarizzate quelle ad origine dal colon-retto, dal pancreas e dalla mammella, mentre ipervascolarizzazione si osserva spesso in quelle di origine renale, neuroendocrina e tiroidea.
Prima del trattamento con microsfere è sempre opportuno eseguire una scintigrafia iniettando nello stesso vaso utilizzato poi per l'eventuale trattamento dei macroaggregati di albumina marcati con tecnezio 99 metastabile (99mTc-MAA) ed acquisendo successivamente delle immagini di torace ed addome con una gamma camera (usando anche la metodica SPECT, da abbinare ad immagini TC acquisite in contemporanea con macchina SPECT/TC o coregistrate). Queste immagini sono fondamentali per escludere la presenza di shunt arteriosi che possono portare ad irradiazione inappropriata (a cui può seguire necrosi) di porzioni di organi sensibili come il polmone, il duodeno, lo stomaco, l'intestino o la cistifellea. La metodica produce il suo effetto soprattutto grazie all'emissione di particelle beta, in quanto il potere embolizzante delle sfere è basso, e la distribuzione dei macroaggregati marcati vista in scintigrafia riflette abbastanza fedelmente quella che poi si osserverà con le sfere nelle immagini di follow up post trattamento (sebbene le dimensioni dei macroaggregati siano un po' diverse da quelle delle sfere). Le immagini nel post-trattamento sono eseguibili sia mediante scintigrafia, usando come sorgente gamma i fotoni prodotti dall'effetto Bremsstrahlung, sia mediante la PET, sfruttando la debole emissione in positroni dell'ittrio-90.
Nel caso dell'Olmio-166 la presenza di eventuali shunt viene indagata con una dose di sfere analoghe a quelle terapeutiche ma con dose radioattiva minore (chiamata scout) che può essere analizzata mediante scintigrafia, usando come sorgente gamma i fotoni prodotti direttamente o mediante risonanza magnetica usando le proprietà paramagnetiche con maggiore fedeltà nelle immagini di follow up post trattamento rispetto alla coppia macroaggreggati-ittrio.

## Controindicazioni al trattamento

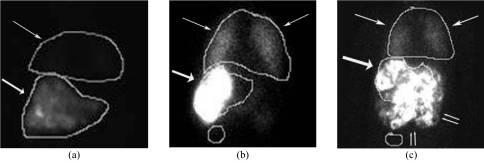
Scintigrafia previsionale con macroaggregati di albumina marcati con 99mTc iniettati in arteria epatica. Nel primo caso (a) i macroaggregati si concentrano solo in ambito epatico, pertanto tale paziente è candidabile alla terapia di radioembolizzazione. Negli altri casi è visibile l'effetto di uno shunt polmonare (b) eo pomonoare e gastrointestinale (c); in questi ultimi casi il paziente non può essere sottoposto al trattamento

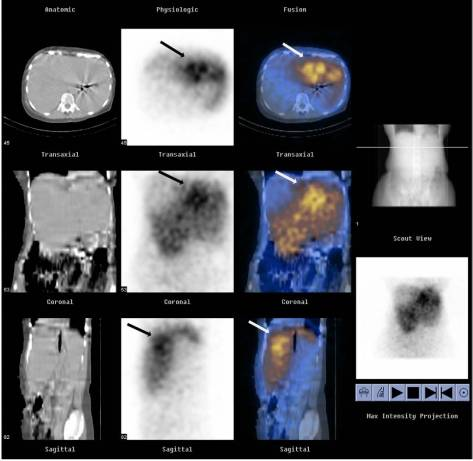
SPECT-TC ottenuta mediante fotoni X di Bremsstrahlung dopo iniezione in arteria epatica di microsfere di resina marcate con ittrio-90. La coregistrazione con le immagini TC mostra come tutta la radioattività è concentrata solo a livello del lobo epatico sinistro 24 ore dopo la procedura

Controindicazioni assolute al trattamento sono la gravidanza, l'allattamento e l'aspettativa di vita minore di un mese (in quanto la terapia non avrebbe tempo di agire).
Controindicazioni relative sono: un punteggio della Classificazione di Child-Pugh maggiore di B7, un esteso coinvolgimento sia epatico sia extraepatico da parte della malattia, l'insufficienza renale acuta o grave (clearance della creatinina < 30 ml/min), l'insufficienza respiratoria acuta o grave, tutte le controindicazioni alla cateterizzazione epatica (disturbi della coagulazione, allergia al mezzo di contrasto, ecc...), ascite, insufficienza epatica o respiratoria clinicamente rilevante, anomalie vascolari che possano causare reflusso delle microsfere dopo la loro iniezione, shunt polmonare rilevato alla scintigrafia pre-trattamento (maggiore del 20% di tutti i macroaggregati iniettati per le microsfere di resina o di 610 MBq da ittrio-90 per quelle di vetro), trattamento con capecitabina negli ultimi due mesi o in pianificazione (solo resina), trombosi venosa della vena porta (solo resina), shunt dei macroggregati in sede extralesionale (rilevati sia durante l'angiografia sia mediante la scintigrafia previsionale) non correggibili dal radiologo interventista (controindicazione relativa è inoltre la radioterapia su quasi tutto il parenchima epatico). La somministrazione di farmaci inibitori dell'angiogenesi può dare complicanze nel post-trattamento.

## Procedura
Prima di eseguire la procedura deve essere eseguita una TC dell'addome con mezzo di contrasto per visualizzare le lesioni da trattare e la loro vascolarizzazione. Fatto ciò in sala angiografica il radiologo interventista posiziona il catetere arterioso in arteria epatica ed embolizza tutti gli shunt a partenza dal ramo arterioso che irrora le lesioni da trattare. Nella stessa sede sono quindi iniettati i macroaggregati marcati con tecnezio ed il paziente è trasferito in medicina nucleare per acquisire le immagini, sia planari sia SPECT. Tenendo conto di questi dati il medico nucleare controlla che alla scintigrafia non siano presenti depositi di macroaggregati in sede extraepatica (segno di shunt aperti) e, se questi non sono presenti, pianifica il trattamento decidendo quale attività somministrare (utilizzando dei metodi forniti dalla ditta o ricavandola da appositi modelli matematici), che verrà ordinata al produttore delle microsfere per la successiva somministrazione in una seconda seduta angiografica (previo ricontrollo del posizionamento del catetere e dell'assenza di shunt da parte del radiologo interventista). Dopo il trattamento vengono quindi acquisite le immagini scintigrafiche sfruttando i fotoni di Bremsstrahlung o PET sfruttando l'emissione in positroni dell'ittrio. Il paziente viene quindi ricoverato in degenza protetta e tenuto sotto osservazione fino alla dimissione.

## Effetti collaterali
I pazienti trattati possono presentare astenia, dolore addominale, nausea, febbre e transitorio incremento delle transaminasi.
Possono verificarsi anche effetti collaterali gravi in seguito all'irradiazione accidentale di tessuti non target (polmonite da raggi, gastrite da raggi, ulcera gastrica, emorragia gastrointestinale, pancreatite, colecistite) o eccessiva del fegato sano (epatite, ipertensione portale, cirrosi epatica, radionecrosi di un segmento epatico, insufficienza epatica)